# Vilayet de Bitlis
1875–1923
Entités précédentes :
- Vilayet d'Erzurum

Entités suivantes :
- République de Turquie

Le vilayet de Bitlis (en turc ottoman : ولایت بتليس, Vilâyet-i Bitlis) est un vilayet de l'Empire ottoman. Créé en 1875, il disparaît en 1923. Sa capitale est Bitlis.

## Histoire

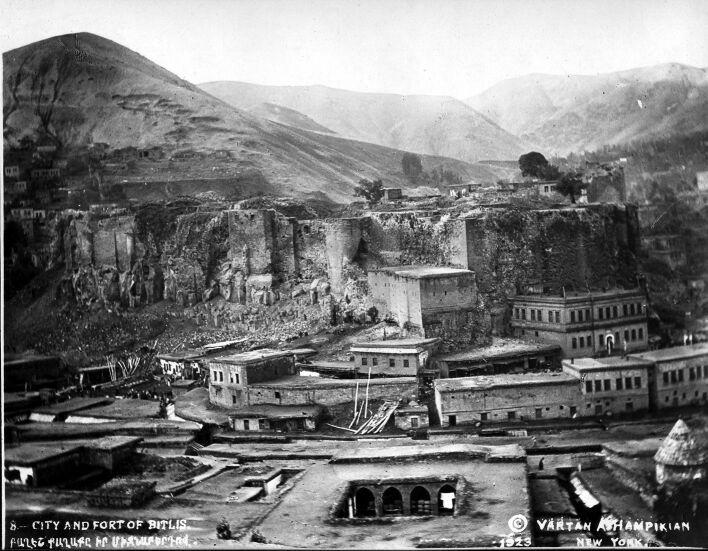
Vue de Bitlis en 1923

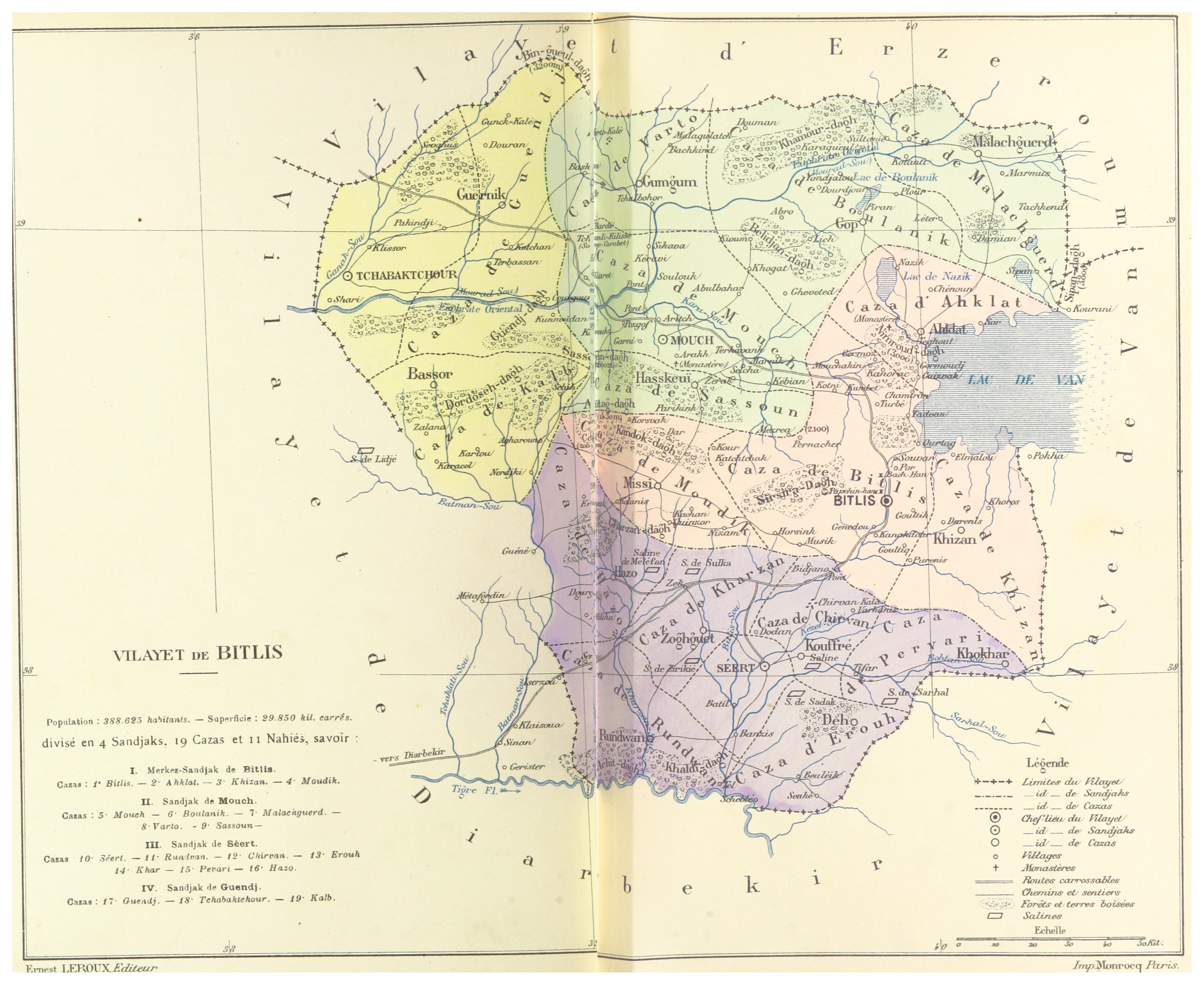
Carte du vilayet de Bitlis. Cuinet, 1892

Le vilayet de Bitlis est détaché du vilayet d'Erzurum en 1875. Il fait partie des six vilayets de l'est de l'Anatolie dont la population comprend une importante minorité arménienne. 
Les montagnes au sud de Bitlis sont le foyer de la révolte des Fédaïs arméniens du Sassoun en 1894 puis de la seconde révolte du Sassoun (en) en 1904.
Pendant la première guerre balkanique de 1912-1913, la mobilisation ottomane s'accompagne d'une reprise des violences entre Kurdes et Arméniens. En avril 1913, une révolte kurde contre le régime constitutionnel conduite par un chef religieux, Mollah Selim, est réprimée par l'armée ottomane ; Mollah Selim et deux de ses lieutenants se réfugient au consulat de Russie où ils se trouvent encore en octobre 1914 quand la guerre éclate entre l'Empire ottoman et la Russie.
Après la Première Guerre mondiale, le traité de Sèvres attribue le territoire du vilayet de Bitlis à la république d'Arménie mais ses dispositions n'entrent jamais en vigueur, et après la guerre d'indépendance turque, le traité de Lausanne reconnaît l'autorité de la Turquie sur la région.

## Territoire
Le vilayet de Bitlis est situé dans l'est de l'Anatolie, sur les rives occidentales du lac de Van. Il est bordé au nord par le vilayet d'Erzurum, à l'ouest et au sud par le vilayet de Diyarbekir et à l'est par le vilayet de Van.

## Subdivisions
Le vilayet est divisé en quatre sandjaks :
- le sandjak de Bitlis ;
- le sandjak de Muş ;
- le sandjak de Siirt ;
- le sandjak de Genç.